# André Hahn (football)
Pour les articles homonymes, voir André Hahn.
André Hahn (né le 13 août 1990 à Otterndorf en Basse-Saxe) est un footballeur international allemand, qui évolue au poste de milieu de terrain.

## Biographie
Hahn commence sa carrière en 2008 avec l'équipe II de Hambourg, avec qui il reste durant deux saisons, pour ensuite rejoindre le club du FC Oberneuland, chez qui il ne tarde pas à s'imposer comme un des meilleurs éléments de l'équipe (il inscrit 8 buts en 15 matchs à la mi-saison 2010–2011).
Il rejoint alors le club du TuS Coblence en 3. Fußball-Liga (D3 allemande). Il fait ses débuts au club en tant que remplaçant de Thomas Klasen lors d'un succès 3–2 sur le Rot-Weiss Ahlen, puis joue 15 matchs dans la saison, le club finissant à la 11e place finale. Malgré cela, Coblence est rétrogradé à la suite de problèmes financiers, et Hahn finit par rejoindre alors le club des Kickers Offenbach.
Après 18 mois de bonnes prestations, il finit par se faire remarquer et signe en janvier 2013 au FC Augsbourg, en Bundesliga. À la suite d'un excellent début de saison 2013-2014, le sélectionneur allemand Joachim Löw le convoque le 28 janvier 2014 pour un match amical entre l'Allemagne et le Chili.